# 3729 Yangzhou
3729 Yangzhou è un asteroide della fascia principale. Scoperto nel 1983, presenta un'orbita caratterizzata da un semiasse maggiore pari a 2,6236672 UA e da un'eccentricità di 0,1930492, inclinata di 13,43574° rispetto all'eclittica.